# Први конављански рат
Први конављански (конаваоски) рат (1430–32) био је сукоб Дубровачке републике и босанског војводе Радослава Павловића око поседа Конавла, које су Дубровчани 1419-1427. откупили од Павловића и Косача. Овај рат далеко је занимљивији због обиља података о политичком стању у Босни почетком 15 века, који су се сачували у дубровачким архивима, него по војним дејствима, која су била више симболичног карактера.

## Увод
Притиснут од својих западних суседа, Павловића, који су 1415. постали турски вазали, војвода Сандаљ Хранић Косача продао је 1419. западни део Конавља Дубровачкој републици за 12.000 дуката. После дугих преговора, којима се опирала локална босанска властела (која је 1423. опљачкала један дубровачки караван) и турског упада у Босну 1424, и војвода Радослав Павловић уступио је Републици свој део жупе Конавље 31. децембра 1427. у замену за 13.000 дуката: 7.000 у готову и 6.000 које је уложио у градску благајну са 5% камате. Упркос продаји, локална босанска властела правила је тешкоће Дубровчанима при уласку у посед, а због опште несигурности кметови Павловића почели су да беже на дубровачку територију. На ово погоршање односа, војвода Радослав одговорио је пљачкањем дубровачких каравана у својој области. Ови сукоби ескалирали су у прави рат у пролеће 1430, када су Дубровчани одбили захтеве војводе Радослава да прекину са утврђивањем Цавтата.
Непосредан повод рата био је дубровачко прокопавање канала који је одвајао од копна град Цавтат у пролеће 1430. Стварни узрок рата била је жеља војводе Радослава да поврати продато подручје.

## Супротстављене снаге

### Босанци
Војвода Радослав Павловић, од 1415. турски вазал, био је господар источне Босне (око Олова, Вишеграда и Горажда) и Хума (околина Билеће и Требиња). У дубровачким архивама и дипломатским писмима сачувана су имена хумске властеле која је учествовала у рату на страни Павловића. Тако је после пораза у Љутој (маја 1430), дубровачка влада расписала је уцену од 300 дуката за главе Радослава Павловића и Радоја Љубишића (200 ко их доведе живе), као и 100 дуката (50 за живе) за Радојевог брата Медвједа и његовог сина, Добрушка Радоњића и рођака му Мрђу Куделиновића, Остоју и Вукослава Познановића, синове Вукше Санковића, Чичоја и Рудца и Зекана Красомировића.

### Дубровчани
До 1358. (под млетачком влашћу) Дубровник је, по узору на Венецију, био подељен на 6 четврти (секстерија), свака са по 2 капетана, који су водили евиденцију свих способних мушкараца и одређивали их на ноћне страже; ових стражара обично је било 100-200, у четири смене. Заповедали су им госпари ноћи, које је међу члановима Великог већа бирало Мало веће. Од 1358. (под угарском влашћу), капетане замењују изабрани чланови Великог већа. Већ почетком 14. века помињу се и најамници. Године 1304. изабран је капетан са 2 помоћника, који су укупно примали 20 перпера месечно. Капетан је командовао четом од 100 војника, изабраних међу дубровачким грађанима, који су примали плату од 3 перпера месечно. Касније су уведени барабанати, страни најамници, већином из Хрватске или Угарске, којих је било 35-45 у граду. Касније су ноћне страже давале градске братовштине (цехови), којих је било 20, а имале су средином 16. века више од 1.000 чланова способних за стражарску службу, па су давале дневно по 66 стражара. После 1319. град је, уз расписивање јавног зајма, снажно утврђен и снабдевен артиљеријом, коју су послуживали страни мајстори и домаће занатлије. Тако је Дубровник у миру имао 100 домаћих и до 50 страних најамника, и до 1.000 ноћних стражара. Осим ових, стајаћих снага, у случају рата одредила би се 2 сенатора за генералне капетане, а мобилисала властела, грађани и сељаци. Узимани су и најамници из иностранства, већином из средње и јужне Италије.

## Ток рата

### Битка у Љутој
У мају 1430. Павловићева војска под командом требињског властелина Радоја Љубишића, разбила је одред од 400 Дубровчана, (под командом капетана Ивана Цријевића) који је бранио кланац у Љутој у Конавлима, на прилазу Цавтату. У окршају су погинули капетан Цријевић и двојица Дубровчана, док су остале Босанци натерали у бег, палећи куће и робећи становништво. Део дубровачких ратника (вероватно наоружаних кметова из Конавла) пребегао је Босанцима у току битке: дубровачки списи помињу неког гребенара Ифка који се предао Босанцима и борио на њиховој страни, па је чак и наговарао непријатељске ратнике да побију неке заробљене Дубровчане.
У одговор, Дубровчани су ојачали своје снаге Љуштичанима и Паштровићима (из Зете) и најамницима из Италије, а потплатили су влахе Риђане и арнаутску браћу Абани да похарају Клобук и Врм. Дипломатским путем настојали су, без успеха, да у рат на својој страни увуку босанског војводу Сандаља Хранића (Павловићев источни сусед и ривал) и краља Твртка II Твртковића, а тражили су помоћ и од Османлија и од угарског краља Жигмунда, који је подржао дубровачке захтеве на Порти (против војводе Радослава, који је од 1415. био турски вазал, као и војвода Сандаљ од 1418).
После победе у Љутој, Босанци су опустошили жупу Жрновницу; дубровачки поклисари, који су са протестом упућени краљу Твртку и војводи Сандаљу, процењивали су учињену штету на чак 15.000 дуката. Војвода Сандаљ, иако склон савезу против Павловића, покушао је да помири завађене стране, под условом да војвода Радослав казни зачетнике сукоба, Радоја Љубишића и његову родбину. Дубровчани су одговорили да су те мировне понуде "празне ријечи и обећања", јер се Радослав и сам боји Радоја Љубишића.

### Битка код Требиња
Упоредо са преговорима, Дубровачко веће је крајем маја 1430. припремило противнапад: два дубровачка одреда јачине по 600 људи, са још 300 албанских најамника (укупно 1.500 ратника), под командом капетана Марина Гучетића, упала су ноћу из Бргата и Конавља у поседе Павловића, са наређењем да запали кућу војводе Радослава у Требињу и сруши стобор (утврђење) око ње. Дубровчани и Арнаути опљачкали су околину Луга и Требиња, али су их на повратку напали Врсињани, власи Пилатовци и Крстинићи и нешто људи кнеза Гргура Николића, већином поданици Косача, са којима је Република била у миру. Нешто ратника је рањено и заробљено, део је оставио животе у требињском кршу, док је остатак војске побегао, гоњен од Босанаца све до табора у Бргату, који се једва одбранио. Неколико дана касније (почетком јуна 1430) посланици дубровачке владе обишли су остатке поражене војске у утврђењу Томба (код Бргата) и поделили, за претрпљени страх, одштету преживелима од 3 мерице жита, док су породице погинулих добиле двоструко више. Арнаутским плаћеницима подељено је 200 дуката награде. После пораза, дубровачка влада расписала је уцену од 300 дуката за главе Радослава Павловића и Радоја Љубишића (200 ко их доведе живе), као и 100 дуката (или 50 за живе) за њихове помагаче.
После дубровачког пораза код Требиња, није више било сукоба већег интензитета. Почетком августа 1430. наређено је капетану Конавла да, колико може, пали куће и жита и скрнави гробове у околини Требиња, али је дубровачка влада ускоро одустала од напада и понудила размену заробљеника. Сачуван је податак да је родбина откупила Дубровчанина Љубишу Гружанина, заробљеног у Требињу, у замену за једног заробљеног Требињца.
Више других обостраних ситнијих војних акција није утицало на исход рата. Тако је крајем фебруара 1431. требињски властелин Сокан са 100 људи опљачкао више дубровачких села.

### Преговори и турска интервенција
Решење сукоба пало је на Порти, где је дошло до крупног спора око Конавла. Видећи да рат не могу добити властитим средствима, у септембру 1430. дубровачки посланици на Порти Петар Лукаревић и Ђуро Гучетић понудили су да откупе целу земљу Павловића од султана Мурата II за 70.000 дуката, док је Павловићев поклисар Остоја Паштровић тврдио да војвода Радослав Конавле никада није продао, већ само заложио. По султановом наређењу, његов субаша Караџа је у јесен 1430. посетио војводу Радослава и Дубровник и склопио примирје међу зараћеним странама, док је крајем 1430. хазнадар Алибег, заједно са послаником угарског двора, обишао дубровачку територију и Требиње да процени ратну штету. Спор је 9. јуна 1431. решен на штету војводе Радослава, који је као накнаду за ратну штету имао да преда Дубровчанима Требиње, Луг и Врм са тврђавом Клобуком. Алибег је дошао у Босну да уведе Дубровчане у посед, али Радослав није прихватио одлуку Порте, измирио се са краљем Твртком и од њега позајмио 15.000 дуката, којима је платио опозив султанове пресуде.

### Мир
Тако су непријатељства, која су се свела на пљачкање дубровачких каравана од стране Павловићевих ратника и хајдука под његовом заштитом, настављена током 1431-32. Међутим, због рата између српског деспота Ђурђа Бранковића и краља Твртка око којих су се груписали сви босански феудалци, Дубровчани и Радослав су, у ситуацији када су и њихови поседи били угрожени, већ од лета 1431. започели директне преговоре. Иако су Дубровчани инсистирали на ратној одштети и протеривању Радоја Љубичића и остале властеле која је започела рат, повеља о миру потписана је крајем марта 1433. и потврђена од стране краља Твртка II на бази status quo, при чему су Дубровчани задржали Конавле, а хумска властела своје дотадашње поседе.

## Последице
Војвода Радослав Павловић одржао се у Хумској области још неколико година, све док Турци, у замену за 25.000 дуката годишњег данка, нису прешли на страну краља Твртка и Косача. На позив младог војводе (касније херцега) Стјепана Вукчића Косаче (војвода Сандаљ умро је 1435), Турци су 1436. дошли у Босну и заузели Павловићеву жупу Врхбосна (коју ће постепено претворити у Сарајево). Фебруара 1438. Требиње је уз турску помоћ пало у руке Косача, заједно са остатком поседа Павловића у Херцеговини. Војвода Радослав умро је 1441. сачувавши од некада простране државе само Подриње и Борач. Што се тиче Дубровчана, падом Павловића добили су још опаснијег суседа-херцега Стјепана, са којим ће 1451-1454. водити Други конављански рат за исте поседе.